# FIB:s Lyrikklubb
FIB:s Lyrikklubb är en bokserie för lyrik startad 1954. I serien har utgivits såväl klassiker som introduktionsvolymer och många antologier.
Bokutgivningen var kopplad till tidskriften  Lyrikvännen där varje prenumerant samtidigt blev klubbmedlem och fick möjlighet att köpa böckerna till ett särskilt pris. Redaktör för både förlaget och tidskriften var Stig Carlson. Bakom utgivningen stod veckotidningen Folket i Bild. Verksamheten övertogs 1962 av Tidens förlag och 1971 ersatte Gunnar Harding Stig Carlson som redaktör. Efter att bokbranschen hårdnat på 1970-talet satsades på en utgivning av enkelt formgivna lågprisböcker i liten upplaga kallad Lilla serien. 1980- och 1990-talen blev något av en glansperiod med mer professionell utgivning av nytänkande antologier och väl formgivna årsböcker. Men tidskrävande produktioner, vikande tidningsprenumerationer och förlagsmässig återhållsamhet gjorde att utgivningen lades ned 2003.
Sammanlagt finns cirka 270 titlar utgivna i FIB:s Lyrikklubb, varav hälften är översättningsvolymer. 43 titlar är antologier.

## Utgivning i urval
| Volym | Titel | Författare                                               | Utgivningsår |
| ----- | --- | -------------------------------------------------------- | ------------ |
| 1     | Diktarröster: Nio kritiker om fjorton svenska lyriker                                                        | red. Stig Carlson                                        | 1953         |
| 2     | Ballader och spelmansvisor: Ett urval av Nils Ferlin                                                         | Dan Andersson                                            | 1954         |
| 3     | Sotfragment                                                                                                  | Stig Sjödin                                              | 1954         |
| 4     | Sex unga lyriker: En metamorfos-antologi                                                                     | red. Lennart Nilsén-Somre                                | 1954         |
| 5     | Lotsen från Moluckas                                                                                         | Harry Martinson                                          | 1954         |
| 6     | Dikter i urval av Gunnar Ekelöf                                                                              | Erik Johan Stagnelius                                    | 1954         |
| 7     | En bok om Nils Ferlin                                                                                        | red. Stig Carlson och Axel Liffner                       | 1954         |
| 8     | Ringar i stubben                                                                                             | Elmer Diktonius                                          | 1954         |
| 9     | I mitt öga: Dikter med sex monotyper av författaren                                                          | Axel Holm                                                | 1954         |
| 10    | Dikt och mening                                                                                              | red. Stig Carlson                                        | 1954         |
| 11    | Dikter i urval av Olof Lagercrantz                                                                           | Ragnar Jändel                                            | 1955         |
| 12    | Dikter i urval av Bengt Holmqvist                                                                            | Johan Ludvig Runeberg                                    | 1955         |
| 13    | Syntaxupproret: I urval och med inledning av Staffan Larsson                                                 | Birger Sjöberg                                           | 1955         |
| 14    | Lågor för Eros: Ett urval kärlekslyrik från hela världen                                                     | urval Maria Wine                                         | 1955         |
| 15    | En bok om Hjalmar Gullberg                                                                                   | red. Stig Carlson och Axel Liffner                       | 1955         |
| 16    | Dikter i urval av Harald Forss                                                                               | Per Daniel Amadeus Atterbom                              | 1955         |
| 17    | Sånger mellan krigen: I urval av Erwin Leiser                                                                | Bertolt Brecht                                           | 1955         |
| 18    | Halvstupan: Dikter                                                                                           | Arne Lundgren                                            | 1955         |
| 19    | Besök i barndomen                                                                                            | red. Åke Lindström                                       | 1955         |
| 20    | Dikter: I svensk tolkning av Ture Nerman                                                                     | Heinrich Heine                                           | 1955         |
| 21    | Den stora oceanen: I svensk tolkning av Artur Lundkvist                                                      | Pablo Neruda                                             | 1956         |
| 22    | För ljusets skull: Ett dikturval                                                                             | Erik Blomberg                                            | 1956         |
| 23    | 50 dikter ung lyrik: Ett urval gymnasistpoesi                                                                | –                                                        | 1956         |
| 24    | Fridas tredje bok: Ett urval posthuma småstadsvisor om Frida och Naturen, om Döden och Universum             | Birger Sjöberg                                           | 1956         |
| 25    | Helian och andra dikter                                                                                      | Georg Trakl                                              | 1956         |
| 27    | En bok om Gunnar Ekelöf                                                                                      | red. Stig Carlson och Axel Liffner                       | 1956         |
| 28    | Mina minnen av Birger Sjöberg                                                                                | Anna Rosdahl                                             | 1956         |
| 30    | Och plötsligt är det afton: I svensk tolkning och med en inledande essay av Arne Lundgren                    | Salvatore Quasimodo                                      | 1957         |
| 34    | Mod att leva: Dikter i urval                                                                                 | Ragnar Thoursie                                          | 1957         |
| 35    | Dikter och profetior                                                                                         | William Blake                                            | 1957         |
| 36    | Svensk Sturm und Drang: Ett urval av Stellan Arvidson                                                        | Bengt Lidner och Thomas Thorild                          | 1957         |
| 37    | Åtta engelska poeter                                                                                         | urval och tolkn. Petter Bergman och Göran Printz-Påhlson | 1957         |
| 43    | Prosadikter                                                                                                  | Erik Asklund                                             | 1958         |
| 44    | Himlavalv av morgondagar: I svensk tolkning av Erik Blomberg, Artur Lundkvist, Birger Norman och Stig Sjödin | Carl Sandburg                                            | 1958         |
| 46    | Ett moln i byxor                                                                                             | Vladimir Majakovskij                                     | 1958         |
| 47    | Ord när hösten faller                                                                                        | Carl Emil Englund                                        | 1959         |
| 48    | Poeter i profil: Tolv poetporträtt                                                                           | Artur Lundkvist                                          | 1959         |
| 51    | Till minnet av en morgondag                                                                                  | Stig Carlson                                             | 1959         |
| 53    | Modern isländsk poesi                                                                                        | urval och tolkn. Ariane Wahlgren                         | 1959         |
| 54    | Poet i New York                                                                                              | Federico García Lorca                                    | 1959         |
| 55    | Det lilla testamentet och strödda ballader: I svensk tolkning av Axel Österberg                              | François Villon                                          | 1959         |
| 58    | Den våldsamma årstiden                                                                                       | Octavio Paz                                              | 1959         |
| 59    | Du i mitt hjärta: Spansk lyrik tolkad av Arne Häggqvist                                                      | tolkn. Arne Häggqvist                                    | 1959         |
| 60    | Nattstycken: Dikter om kärlek                                                                                | urval och tolkn. Erwin Leiser                            | 1960         |
| 61    | Ny finsk lyrik                                                                                               | urval och inledn. Eino S. Repo och Nils-Börje Stormbom   | 1960         |
| 63    | Det nakna ansiktet: Ny polsk lyrik                                                                           | urval och övers. Nils Åke Nilsson                        | 1960         |
| 64    | En bok om Johannes Edfelt                                                                                    | red. Stig Carlson och Axel Liffner                       | 1960         |
| 67    | Körsbärsblom: Hundra japanska kortdikter                                                                     | sv. tolkn. Per Erik Wahlund                              | 1961         |
| 68    | Flykt och förvandling: Ett dikturval                                                                         | Nelly Sachs                                              | 1961         |
| 69    | Ord ur min virvels djup                                                                                      | Harald Forss                                             | 1961         |
| 70    | Fransk surrealism                                                                                            | red. Gunnar Ekelöf                                       | 1962         |
| 72    | Modern tjeckoslovakisk lyrik                                                                                 | urval och tolkn. Erik Blomberg                           | 1962         |
| 79    | Stadens sånger: Stockholmsdikter från två sekel                                                              | urval Erik Asklund                                       | 1962         |
| 80    | Kondor och kolibri: Sydamerikansk lyrik                                                                      | sv. tolkn. Artur Lundkvist och Francisco J. Uriz         | 1962         |
| 81    | Dikter i urval av Björn Julén                                                                                | Oscar Levertin                                           | 1963         |
| 85    | Eld och aska: Ett dikturval 1926–1960                                                                        | Arnold Ljungdal                                          | 1963         |
| 86    | Lekar för enslingar: Dikter och etyder i urval                                                               | Eeva-Liisa Manner                                        | 1963         |
| 88    | Vattenår: Ett dikturval med teckningar av författaren                                                        | Folke Dahlberg                                           | 1963         |
| 89    | Dikter: I svensk tolkning av Börje Knös                                                                      | Konstantinos Kavafis                                     | 1963         |
| 90    | Mitt språk: Dikter i urval 1948–1961                                                                         | Bo Setterlind                                            | 1963         |
| 95    | Hamlet sade det vackrare                                                                                     | Oscar Parland                                            | 1964         |
| 97    | Italiensk lyrik                                                                                              | urval och övers. Estrid Tenggren                         | 1964         |
| 101   | Soleares = Ensamhet: Spanska miniatyrdikter om kärlekens oro                                                 | övers. Arne Häggqvist                                    | 1964         |
| 103   | Rymd: Aforismer                                                                                              | Juan Ramón Jiménez                                       | 1965         |
| 105   | Dikter om människan                                                                                          | Tudor Arghezi                                            | 1965         |
| 106   | Dikter och diamantprosa: I tolkning av Helmer Lång                                                           | Arthur Rimbaud                                           | 1965         |
| 107   | Etthundra dikter                                                                                             | Bertolt Brecht                                           | 1965         |
| 110   | Solgrönt | Gunnar Björling                                          | 1966         |
| 111   | Vithåriga revolvrar: Fem franska surrealister                                                                | sv. tolkn. Artur Lundkvist och Åsa Scherdin-Lambert      | 1966         |
| 113   | Ofriserade tankar: Aforismer                                                                                 | Stanisław Jerzy Lec                                      | 1966         |
| 114   | Snurra min jord och nya visor                                                                                | Lars Forssell                                            | 1966         |
| 116   | Dikter | Erich Kästner                                            | 1966         |
| 120   | Ord i tiden                                                                                                  | Antonio Machado                                          | 1967         |
| 123   | Vårlig klarvaka                                                                                              | Miguel Ángel Asturias                                    | 1967         |
| 125   | Ovädret | Eugenio Montale                                          | 1967         |
| 127   | Med andra ögon: Modern holländsk lyrik                                                                       | sv. tolkn. Sebastian Lybeck och Jan F. de Zanger         | 1968         |
| 128   | Mellan regnets fingrar: I svensk tolkning av Artur Lundkvist och Dagmar Chvojková-Pallasová                  | Vítězslav Nezval                                         | 1968         |
| 131   | Maldorors sånger                                                                                             | Comte de Lautréamont                                     | 1968         |
| 139   | En tid i Kongo                                                                                               | Aimé Césaire                                             | 1969         |
| 142   | Dagbok från fängelset                                                                                        | Ho Chi Minh                                              | 1970         |
| 145   | Tingens rätta namn: Tjeckisk och slovakisk lyrik                                                             | tolkn. Josef B. Michl och Birger Norman                  | 1970         |
| 147   | Prologer | Birger Norman                                            | 1971         |
| 150   | Min dikt | Elmer Diktonius                                          | 1971         |
| 156   | Palestinsk poesi                                                                                             | urval och övers. Ingvar Rydberg                          | 1972         |
| 158   | Dikter i urval av Jacob Branting                                                                             | Lasse Lucidor                                            | 1972         |
| 159   | Poesi från USA                                                                                               | övers. Reidar Ekner                                      | 1972         |
| 160   | Armodets son: Dikter från landsflykten                                                                       | Carl Jonas Love Almqvist                                 | 1972         |
| 161   | Dikter | Paul Celan                                               | 1972         |
| 162   | Rysk poesi 1890–1930                                                                                         | urval och tolkn. Bengt Jangfeldt och Björn Julén         | 1972         |
| 163   | Dikter | Ola Hansson                                              | 1972         |
| 168   | Jordvagga – himmelstak                                                                                       | Werner Aspenström                                        | 1973         |
| 169   | Fransk poesi 1910–1970                                                                                       | övers. Lars Gustafsson                                   | 1974         |
| 180   | 20 nya poeter: En antologi ung poesi                                                                         | urval Rolf Aggestam och Gunnar Harding                   | 1974         |
| 181   | Här är så underligt                                                                                          | Sigbjørn Obstfelder                                      | 1975         |
| 186   | Framkallning                                                                                                 | Marin Sorescu                                            | 1975         |
| 187   | Jag är tusenden                                                                                              | Josef Kjellgren                                          | 1975         |
| 192   | Oas i öknen                                                                                                  | Josif Brodskij                                           | 1977         |
| 198   | Prosadikter                                                                                                  | Robert Bly                                               | 1977         |
| 199   | Dikter | Rainer Maria Rilke                                       | 1978         |
| 200   | Den svenska lyriken från Ekelund till Sonnevi                                                                | red. Tom Hedlund                                         | 1978         |
| 203   | Brev från Köpenhamn: Sex unga danska poeter                                                                  | urval och övers. Poul Borum och Sven Christer Swahn      | 1978         |
| 212   | Sex och ett samvetskval för himlen                                                                           | Odysseas Elytis                                          | 1979         |
| 213   | Poesi 1980                                                                                                   | urval Gunnar Harding                                     | 1980         |
| 215   | Men också denna skog                                                                                         | Lennart Sjögren                                          | 1980         |
| 217   | Ingentings bjällror                                                                                          | Jan Erik Vold                                            | 1980         |
| 219   | Sonetter | William Shakespeare                                      | 1981         |
| 220   | Dikter i urval och med förord av Lars Huldén                                                                 | Georg Stiernhielm                                        | 1981         |
| 222   | Du måste vittna: Poesi och reportage från Polen                                                              | sammanst. av Nils Åke Nilsson                            | 1981         |
| 223   | Maratonpoeten                                                                                                | Åke Hodell                                               | 1981         |
| 225   | Den andra enkelheten                                                                                         | Yves Bonnefoy                                            | 1982         |
| 226   | Smaken av oceanerna: tjugosju portugisiska 1900-talspoeter                                                   | urval och tolkn. Marianne Sandels                        | 1982         |
| 227   | Till klarhet                                                                                                 | Octavio Paz                                              | 1982         |
| 230   | Sången om mig själv                                                                                          | Walt Whitman                                             | 1983         |
| 231   | Dikter från Amager                                                                                           | Klaus Rifbjerg                                           | 1983         |
| 232   | Vykort från Maginotlinjen                                                                                    | W. S. Merwin                                             | 1983         |
| 233   | Närmare blodet än bläcket: Dikter                                                                            | Federico García Lorca                                    | 1984         |
| 234   | Svenska prosadikter                                                                                          | urval och inl. Lars-Håkan Svensson och Lasse Söderberg   | 1984         |
| 235   | En drucken man beskådar tisteln…                                                                             | Hugh MacDiarmid                                          | 1984         |
| 236   | 50 dikter | E. E. Cummings                                           | 1984         |
| 237   | På tungans tröskel: Arktiska dikter från Grönland, Kanada och Alaska                                         | tolkn. och inl. av Ann Smith                             | 1984         |
| 238   | Röstprover: Dikter i urval 1947–75                                                                           | Axel Liffner                                             | 1984         |
| 241   | En våg | John Ashbery                                             | 1986         |
| 243   | Järnmyntet                                                                                                   | Jorge Luis Borges                                        | 1987         |
| 246   | Den hundrade poeten: Tendenser i fem decenniers poesi                                                        | Nina Burton                                              | 1988         |
| 247   | Vildgräs | Lu Xun                                                   | 1988         |
| 248   | Minnets svanar: Svensk romantisk poesi                                                                       | urval Horace Engdahl                                     | 1988         |
| 249   | Vindens hand: Dikter från åren 1951–86                                                                       | Folke Isaksson                                           | 1988         |
| 250   | Den trösterika gåtan: Tio essäer om Tomas Tranströmers lyrik                                                 | Staffan Bergsten                                         | 1989         |
| 251   | 106 unga dikter ur 80-talet                                                                                  | red. Björn Gunnarsson och Per Ögren                      | 1989         |
| 252   | Utopia | Wisława Szymborska                                       | 1989         |
| 254   | Färdväg: 30 engelskspråkiga poeter                                                                           | urval och övers. Göran Printz-Påhlson och Jan Östergren  | 1990         |
| 255   | Du är min landsflykt: Kärleksdikter                                                                          | Karl Vennberg                                            | 1990         |
| 256   | Alkemins blå eld: Modern arabisk poesi                                                                       | urval och tolkn. Saleh Oweini och Nina Burton            | 1991         |
| 257   | Tärningsbägaren: Prosadikter                                                                                 | Max Jacob                                                | 1991         |
| 261   | Ögats läppar sluter sig: Surrealism i svensk poesi                                                           | red. Lasse Söderberg                                     | 1993         |
| 262   | Resans syster, poesin: En lyrisk karta på elva språk                                                         | Nina Burton                                              | 1994         |
| 263   | Är vi långt från Montmartre? Apollinaire och hans epok i poesi, bild och dokument                            | urval och pres. Gunnar Harding                           | 1995         |
| 265   | Generation 27! Tio spanska poeter                                                                            | urval och övers. Anders Cullhed                          | 1996         |
| 266   | Nära ögat | Wisława Szymborska                                       | 1996         |
| 268   | Klang och åter: Tre röster i samtida svensk kvinnolyrik                                                      | Staffan Bergsten                                         | 1997         |
| 270   | Under den gröna pinjen: Trubadurlyrik på galicisk-portugisiska från Spanien och Portugal, 1200–1350          | Marianne Sandels                                         | 1997         |
| 271   | Bredvidläsning                                                                                               | Wisława Szymborska                                       | 1997         |
| 272   | Femton poeter ur 90-talet                                                                                    | red. Helena Eriksson och Maria Gummesson                 | 1998         |
| 273   | Dikter och fragment                                                                                          | Sapfo                                                    | 1999         |
| –     | Dikter från tusen år: Lyrikrådet väljer                                                                      | red. Björn Håkanson                                      | 2000         |
| –     | Ikaros död                                                                                                   | Åke Hodell                                               | 2001         |
| 280   | Dikter 1945–2002                                                                                             | Wisława Szymborska                                       | 2003         |
| 281   | 17 polska poeter                                                                                             | red. Irena Grönberg                                      | 2003         |